# Есаянц, Сирануш Оганесовна
Сирануш Оганесовна Есаянц (азерб. Siranuş Ohanesovna Yesayants, арм. Սիրանուշ Հովհաննեսի Եսայանց; род. 21 декабря 1926, Шамхор) — советский азербайджанский виноградарь, Герой Социалистического Труда (1950).

## Биография
Родилась 21 декабря 1926 года в городе Шамхор Гянджинского уезда Азербайджанской ССР (ныне город Шамкир Шамкирского района).
С 1941 года рабочая, звеньевая виноградарского совхоза «Азербайджан» Ханларского района. В 1949 году получил урожай винограда 225,7 центнеров с гектара на площади 3,4 гектаров. 
Указом Президиума Верховного Совета СССР от 4 сентября 1950 года за получение высоких урожаев винограда на поливных виноградниках в 1949 году Есаянц Сирануш Оганесовна присвоено звание Героя Социалистического Труда с вручением ордена Ленина и золотой медали «Серп и Молот».